# Otinotus semiclarus
Otinotus semiclarus är en insektsart som beskrevs av Jacobi 1941. Otinotus semiclarus ingår i släktet Otinotus och familjen hornstritar. Inga underarter finns listade i Catalogue of Life.